# Супінатор (устілка)

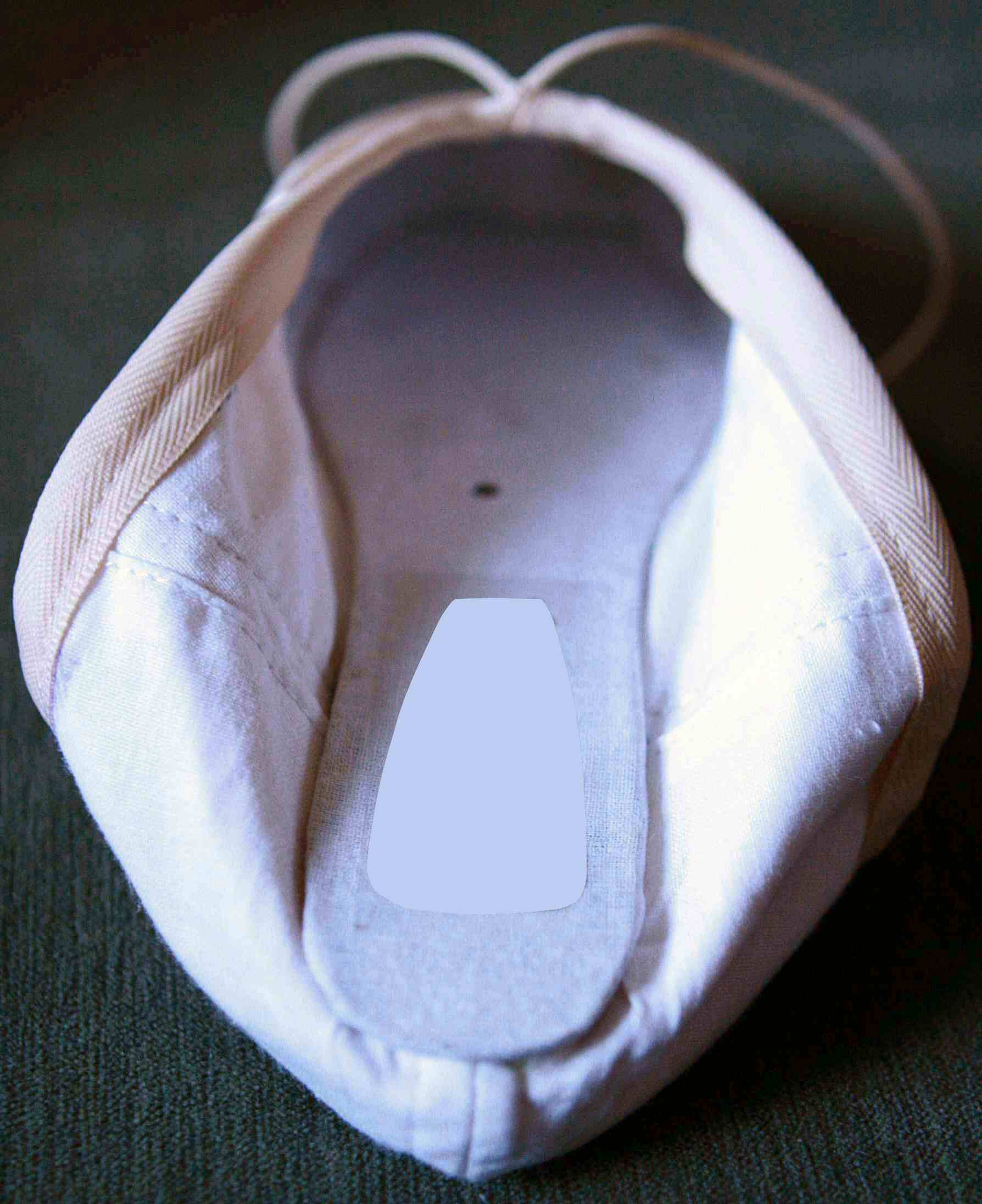
Супінатор у балетному взутті (пуантах)

Супіна́тор (від лат. supino — перекидаю, відкидаю назад) — частина ортопедичної устілки для взуття, що призначена для підтримання поздовжнього склепіння стопи і підняття внутрішнього краю п'ятки. Супінатори виготовляють з пружного металу, шкіри, коркового матеріалу, з використанням силікону чи пластичних мас. Супінатори зменшують відчуття дискомфорту і втоми при ходьбі.

## У взуттєвій справі
У взуттєвій справі супінатором називають проміжну деталь низу взуття, що розташована між основною устілкою і напівустілкою, що призначена для підтримання стопи та забезпечення формостійкості підошви. Супінатори є обов'язковою деталлю жіночого взуття на середньому та високому каблуку. Виготовляються з металу, пластмаси та інших матеріалів, а також можуть формуватись з основною устілкою методом лиття.

## Ортопедичне призначення
Ортопедичні супінатори призначені для корекції нескладних деформацій стоп, профілактики плоскостопості, покращення опорної функції стоп, при користуванні звичайним та нескладним ортопедичним взуттям. Супінатори застосовуються також після перелому кісток гомілки або стопи.
Розрізняють супінатори, що розташовуються в області заднього (підп'яточник), середнього чи переднього відділень ортопедичної устілки. В англомовній літературі супінатори, що розташовані під всією поверхнею стопи називають  англ. orthotic insole – ортопедична устілка. Ортопедичними вставками  (англ. orthotic insert) вважаються устілки, що займають 2/3 поверхні стопи або менше. Гнучкі або тверді ортопедичні устілки підтримують положення зводу ноги, м'які опори деформуються під навантаженням і служать амортизаторами.

## Виготовлення
Найефективнішими супінаторами є пристрої, виконані спеціально для конкретного пацієнта. Для їх виготовлення використовується відбиток ноги людини, їх створення проходить під контролем лікаря-ортопеда. Таки супінатори зазвичай в 3-4 рази дорожчі від універсальних, проте гарантовано коригують проблеми пацієнта, виготовлені із високоякісних матеріалів і термін їх експлуатації зазвичай достатньо великий.

## Критика
Якщо мова йде про універсальні ортопедичні устілки, що використовуються без призначення лікаря, їх ефективність залишається під питанням. Устілки мають шанс полегшити стан людини лише як додаток до взуття належної якості, що забезпечує хорошу підтримку стопи. Навіть виготовлені ортопедом супінатори не завжди ефективні з першої спроби та потребують корегування форми. Ортопедичні устілки масового виробництва не слід розглядати як прилади медичного призначення. В разі виражених проблем із здоров’ям необхідна консультація з лікарем.